# Hombourg-Budange
Hombourg-Budange (deutsch Homburg-Bidingen) ist eine französische Gemeinde mit 544 Einwohnern (Stand 1. Januar 2022) im Département Moselle in der Region Grand Est (bis 2015 Lothringen).

## Geographie
Die Gemeinde Hombourg-Budange liegt in Lothringen an der Canner, etwa 15 Kilometer südöstlich von Thionville (deutsch Diedenhofen) und vier Kilometer südöstlich von Metzerwiese an der Fernstraße nach Saarlouis.

## Geschichte
Der Ort wurde 1137 als Huniburch erwähnt.
Die Ortschaft gehörte früher zum Bistum Metz.
Die Gemeinde besteht aus den beiden Ortsteilen Hombourg und dem südlich gelegenen Dorf Budange, die ca. 1790 zusammengeschlossen wurden. Im Friede von Vincennes wurde Sierck „mit seinen dreißig Dörfern“ (dabei auch Homburg und Bidingen) 1661 Frankreich einverleibt.
Durch den Frankfurter Frieden vom 10. Mai 1871 kam die Region an das deutsche Reichsland Elsaß-Lothringen, und das Dorf wurde dem Kreis Diedenhofen im Bezirk Lothringen zugeordnet. Die Dorfbewohner betrieben Getreide-, Wein- und Obstbau sowie Viehzucht.
Nach dem Ersten Weltkrieg musste die Region aufgrund der Bestimmungen des Versailler Vertrags 1919 an Frankreich abgetreten werden. Im Zweiten Weltkrieg war die Region von der deutschen Wehrmacht besetzt.
Von 1811 bis 1902 gehörte auch der Nachbarort Kédange (Kedingen) dazu; in dieser Zeit trug die Gemeinde den Namen Hombourg-sur-Kaner (Homburg-Kedingen).

### Bevölkerungsentwicklung
| Jahr      | 1910 | 1962 | 1968 | 1975 | 1982 | 1990 | 1999 | 2007 | 2019 |
| Einwohner | 453  | 394  | 423  | 463  | 459  | 440  | 405  | 508  | 543  |

## Sehenswürdigkeiten

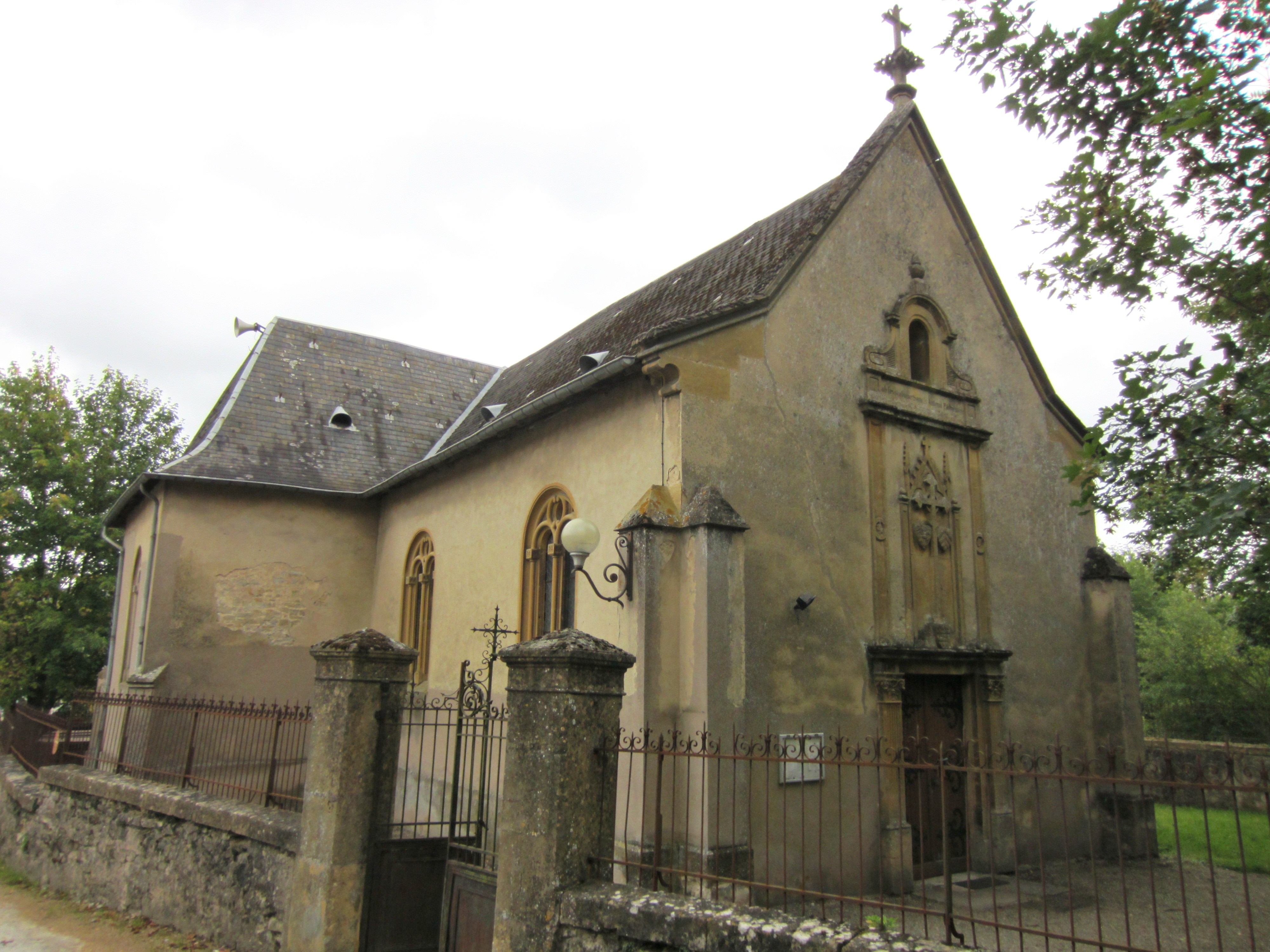
Kapelle Antonius von Padua

Bemerkenswert ist das Schloss der Herren von Kriechingen auf einem Hügel oberhalb von Hombourg, 1536–51 anstelle einer mittelalterlichen Burg errichtet, nach Brand von 1552 wiederhergestellt, mit barockem Ostflügel von 1719. Es befindet sich heute im Besitz der Grafen von Mortemart.

## Verkehr
Der Haltepunkt Hombourg-Budange liegt an der Bahnstrecke Völklingen–Thionville sowie an der größtenteils stillgelegten Bahnstrecke Merzig–Bettelainville.